# Броненосцы типа «Миссисипи»
Броненосцы типа «Миссисипи» (англ.  Mississippi-class battleships — последняя серия эскадренных броненосцев, спроектированная для американского флота. Проектировались как «линкоры второго ранга», уменьшенная и удешевлённая версия броненосцев типа «Коннектикут». Из-за заниженной скорости и плохой остойчивости оказались малоудачными: в 1914 году были со значительной скидкой проданы греческому флоту. Участвовали в боевых операциях Первой Мировой, греко-турецкой войны 1919—1922 года и интервенции в Россию в 1919—1922 годах. В качестве учебных кораблей прослужили до Второй мировой и во время германо-итальянского вторжения в Грецию были потоплены немецкими пикировщиками.

## История
В начале XX века, американский флот, наконец, набрался достаточно опыта, чтобы развернуть крупносерийное строительство больших, современных эскадренных броненосцев. За период 1900—1905 годов были заложены одиннадцать крупных броненосцев, составивших основу американского океанского флота.
Тем не менее, эффективность новых военно-морских программ по-прежнему подвергалась сомнению. Главной причиной была непрерывно растущая стоимость новых кораблей. Оппозиция в Конгрессе и Департаменте флота указывала на то, что высокая цена больших первоклассных кораблей может стать препятствием на пути их постройки в количестве, достаточном для защиты Атлантического и Тихоокеанского побережья и американских владений на Гавайях и Филиппинах. Панамский канал в те годы только начинал строиться, а опыт русско-японской войны продемонстрировал опасность длительных передислокаций кораблей между разными театрами в военное время. Критики логично замечали, что как бы ни были хороши в военном плане крупные броненосцы, тем не менее, каждый из них может находиться только в одном месте и выполнять только одну задачу в каждый конкретный момент. Поэтому количество кораблей было не менее важным параметром чем их боевые характеристики.
В качестве решения проблемы недостаточной численности линейного флота, оппозиция предлагала построить некоторое количество «удешевленных» линкоров, которые бы относились к первоклассным броненосцам примерно так же, как в эпоху парусного флота 74-пушечный линейный корабль — к 100-пушечному. Уступая в боевой силе, такие «экономические» линкоры могли бы быть дешевыми и соответственно — многочисленными, эффективно подкрепляя собой дорогие перворанговые корабли. Эту позицию поддерживали многие влиятельные офицеры, включая героя испано-американской войны адмирала Томаса Дьюи, и выдающегося морского теоретика Альфреда Тайера Мэхена.
В результате, военно-морской бюджет на 1903 год являл собой пример компромиссного подхода: в нём предполагалась закладка трех больших 16000-тонных броненосцев типа «Коннектикут» и двух малых 13000-тонных кораблей нового типа.

## Конструкция

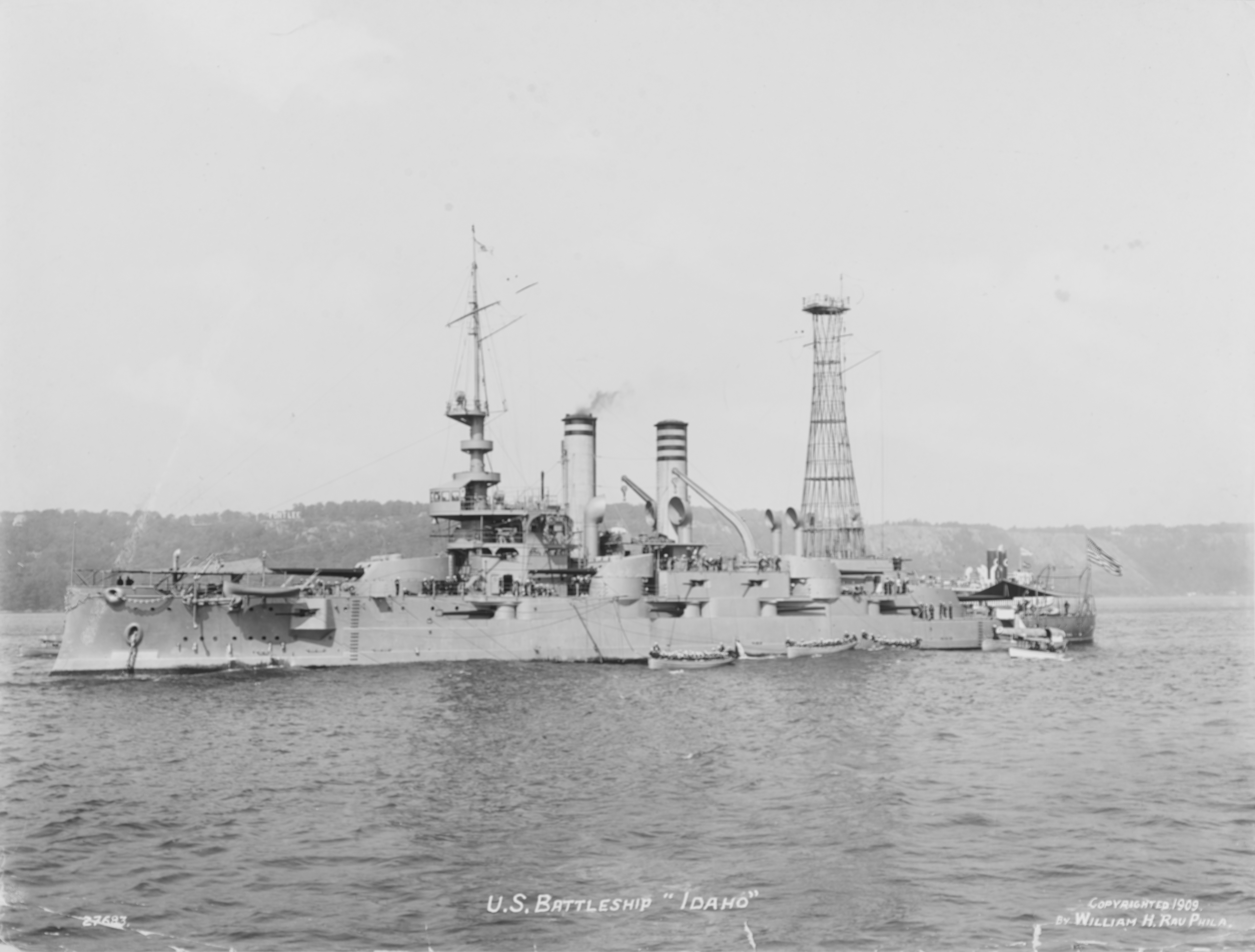

Военно-морской бюджет на 1903 год предусматривал два «малых» эскадренных броненосца водоизмещением не более 13 000 тонн, но не уточнял конкретной их компоновки. Были рассмотрены ряд решений, включая усовершенствованную версию эскадренных броненосцев типа «Мэн» и полностью новую конструкцию с двенадцатью 254-мм орудиями главного калибра, ценой полного отказа от промежуточной артиллерии. В конечном итоге остановились на уменьшенной и менее скоростной версии эскадренных броненосцев класса «Коннектикут», строившихся параллельно.
Подобно прототипу, корабли имели полубак, высокий борт и квадратную надстройку в центре корпуса, с двумя выступающими мостиками (служащими также основаниями боевых мачт) и двумя высокими трубами на ней.

### Вооружение

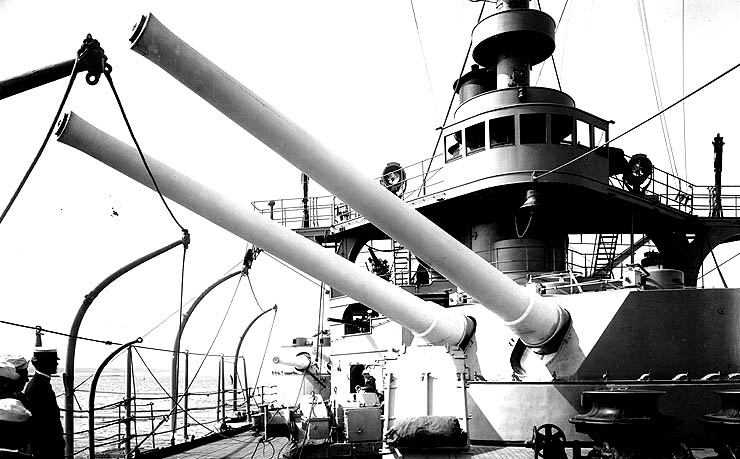

Корабли типа «Миссисипи» были вооружены аналогично «Коннектикутам». Их главный калибр состоял из 45-калиберных 305-миллиметровых орудий, с максимальной дальностью стрельбы 18 000 метров. Установленные в носовой и кормовой броневых башнях, эти тяжелые пушки полностью соответствовали мировым стандартам, давая по 2—3 выстрела в минуту.
Промежуточное вооружение тоже не изменилось — оно состояло из 203-миллиметровых 45-калиберных орудий в четырёх двухорудийных башнях по краям надстройки, и 178-миллиметровых 45-калиберных орудий в казематах на главной палубе. Количество последних, по сравнению с «Коннектикутами» уменьшили до восьми (по четыре на борт). Предполагалось, что подобное вооружение будет более эффективно чем стандартные европейские модели: 203-миллиметровые орудия обладали большей бронепробиваемостью, 178-миллиметровые пушки большей скорострельностью, и были предельным калибром, с которым ещё можно было работать без применения механизмов перезарядки. Но на практике, как выяснилось, было бы более выгодно иметь единую батарею, состоящую только из 203-миллиметровых орудий или только из 178-миллиметровых орудий: на больших дистанциях, всплески от разрывов снарядов было невозможно различить, и управление огнём существенно затруднялось. Сами пушки тоже оказались не на высоте. Бронепробиваемость американских 203 мм пушек оказалась сильно ниже, чем у современных им 234-мм британских, 240-мм французских и 203 мм российских, а 178-мм орудия по скорострельности сильно уступали 170-мм немецким.
Противоминное вооружение состояло из двенадцати 76-миллиметровых орудий, расположенных в надстройке, шести 47-миллиметровых, двух 37-миллиметровых орудий на крыльях мостика и марсах боевых мачт, и шести 7,62-мм пулеметов Максима. Подводное вооружение состояло из двух 533-мм торпедных аппаратов.

### Броневая защита
Броневые плиты кораблей серии «Миссисипи» были изготовлены из цементированной крупповской брони несколько улучшенной модели, созданной на заводах Midvale Steel. Их схема бронирования повторила концепцию бронирования «Потёмкина»: броненосцы имели сплошной пояс по ватерлинии, толщиной от 229 мм в цитадели и до 102 мм в оконечностях.
Сверху над главным поясом проходил верхний, толщиной 180 мм, прикрывающий борт в центральной части между башнями главного калибра. Артиллерия главного калибра была защищена 305-миллиметровой броней (тыльная часть башен утоньшалась до 203 мм), и барбеты под башнями имели толщину в верхней части — 254 мм, и в нижней — 180 мм. Башни вспомогательной артиллерии защищались 152-мм броней, а казематы 178-миллиметровых орудий — 180-миллиметровой.
Горизонтальная защита состояла из выпуклой броневой палубы, изготовленной из 76-миллиметровой стали. Центральная часть палубы проходила на уровне верхней кромки броневого пояса, в оконечностях опускаясь под воду к нижней кромке. У бортов, палуба опускалась к нижней кромке броневого пояса, формируя усиливающие горизонтальную защиту скосы.

### Силовая установка
В движение «Миссисипи» и «Айдахо» приводились двумя паровыми машинами общей мощностью в 10 000 л. с. Это было почти вдвое меньше чем у предыдущего класса, и поэтому скорость кораблей не превышала 17 узлов (что считалось уже недостаточным по меркам 1903 года). Количество котлов Бэбкока-Уилкокса сократили до восьми, в результате чего удалось вывести дымоводы от них только в две трубы. Запаса угля хватало на 10 700 км экономического 10-узлового хода.

## Служба

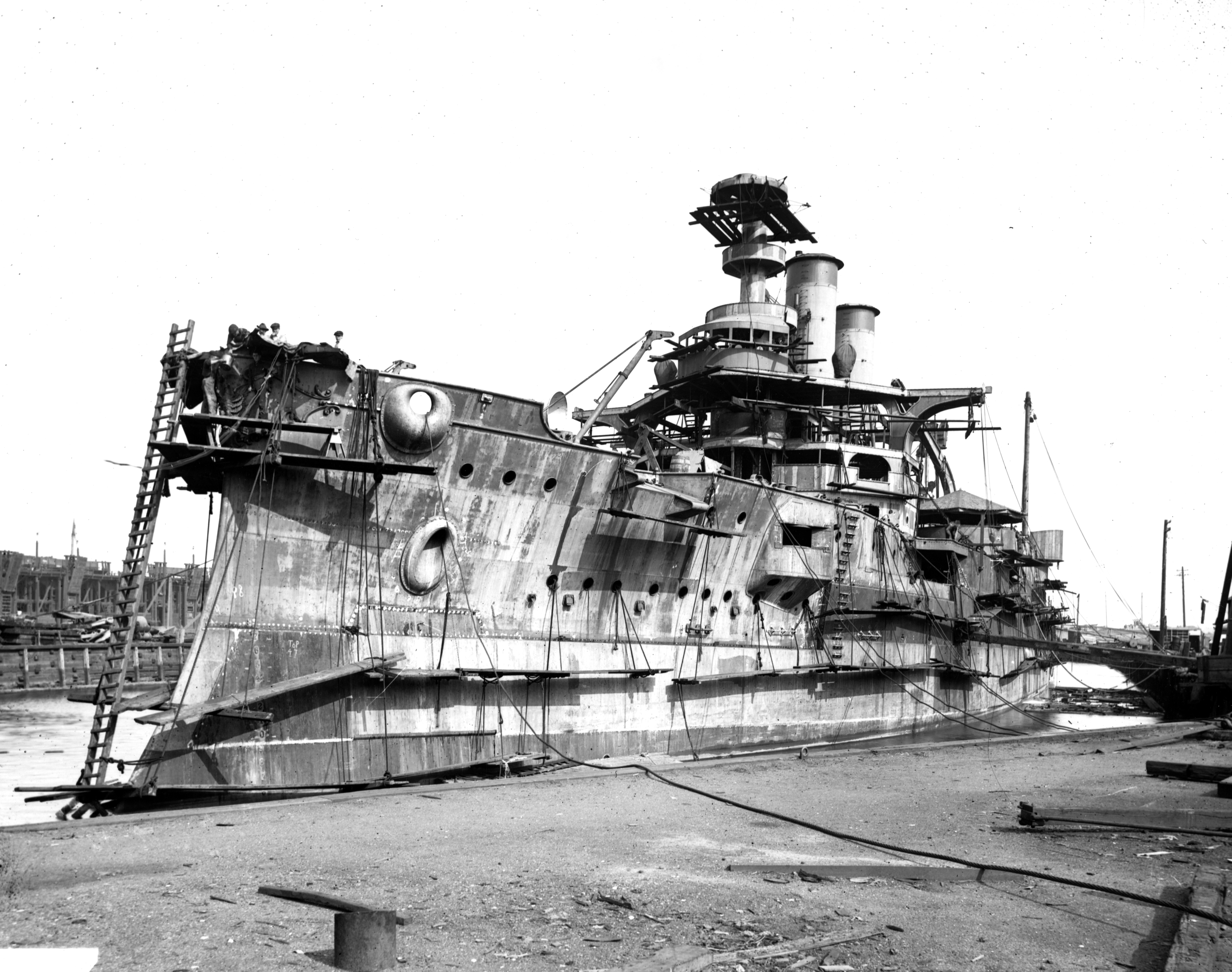

Два корабля серии «Миссисипи» были заказаны в 1903, заложены одновременно 12 мая 1904 года, спущены на воду в сентябре-декабре 1905 и вошли в строй 1 февраля 1908 («Миссисипи») и 1 апреля 1908 («Айдахо»). Оба корабля строила верфь «Уильям Крамп и сыновья».

## Оценка проекта
Корабли класса «Миссисипи» были типичной демонстрацией неудачной концепции «экономичного» кораблестроения — постройки боевых кораблей с заведомо заниженными характеристиками с целью уложиться в ограниченный бюджет. Американцам удалось решить эту проблему сравнительно удачно: при водоизмещении на 3000 тонн меньшем, чем у «Коннектикутов», броненосцы типа «Миссисипи» были всего на один узел медленнее, и на четыре 178-миллиметровых орудия слабее вооружены чем их прототипы. Схема же бронирования их была даже несколько лучше, чем у более крупных аналогов (чему немало способствовало уменьшение длины корпуса).
Но в боевом плане оба этих корабля оказались неудачными, неустойчивыми кораблями, подверженными сильной качке. В плохую погоду их 178-мм батарея вообще не могла использоваться из-за захлестывания волнами. Низкая скорость и неудовлетворительная мореходность делали малые линкоры класса «Миссисипи» неспособными эффективно взаимодействовать с крупными кораблями вроде «Вирджиний» и «Коннектикутов». Кроме того, к моменту, когда эти «экономичные» броненосцы вступили в строй, на стапелях США уже стояли новые дредноуты типа «Саут Кэролайн», по сравнению с которыми «Миссисипи» выглядели даже более устаревшими чем большие эскадренные броненосцы.
Все это наглядно объясняет, почему ВМФ США активно искал повода избавиться от этих кораблей (сэкономив средства на их поддержании в строю и комплектации) и без колебаний продал их Греции всего за 6,27 миллионов долларов — хотя самому флоту США они шесть лет назад обошлись в 8,73 миллиона, даже без учета ремонтов и модернизаций.